# Gabriel Antonio Pereira
Gabriel Antonio Pereira (ur. 17 marca 1794 w Montevideo, zm. 14 kwietnia 1861) –   polityk urugwajski. Dwukrotnie tymczasowo pełnił
funkcję prezydenta Urugwaju w 1838 oraz 1839. Ponadto sprawował ten urząd w latach 1856–1860. 